# ترازوی تقوا
ترازوی دین (به هندی: Dharam Kanta) یا ترازوی تقوا (به انگلیسی: Balance of Piety) فیلمی محصول سال ۱۹۸۲ و به کارگردانی سلطان احمد است. در این فیلم بازیگرانی همچون راج کومار، وحیده رحمان، جیتندرا، راجش خانا، رینا روی، سولاکشانا پاندیت، امجد خان، ساتین کاپو، اوم پراکاش و نظیر حسین ایفای نقش کرده‌اند.